# Nauporto

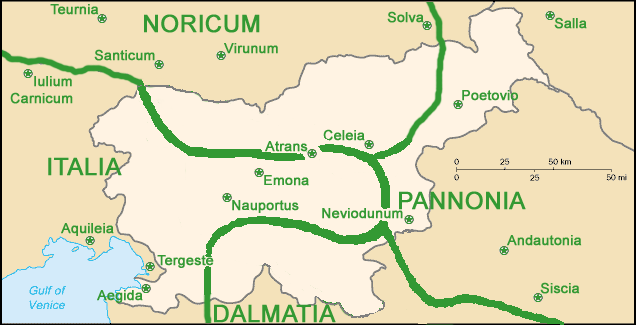
Mapa da Eslovênia durante o período romano, com a cidade de Nauporto, na Panônia Superior, bem no centro.

Nauporto (em latim: Nauportus) é uma antiga cidade romana na Panônia Superior, na estrada que ligava Aquileia a Emona e um porto fluvial no rio Nauporto, moderno rio Liublianica.

## História
Segundo o historiador romano Plínio, o Velho, o nome é derivado de um lendário desembarque dos argonautas no local, onde teriam fundado a cidade. Tácito relata que, em 14, a cidade foi saqueada por uma legião rebelde que havia sido enviada para o local para construir estradas e pontes.
Restos de Nauporto foram encontrados na moderna cidade de Vrhnika, na Eslovênia central. Um antigo empório romano foi também encontrado no local, juntamente com galpões fluviais. Restos de um antigo sistema defensivo, conhecido como Claustro dos Alpes Julianos, de uma torre de guarda e de um antigo castelo podem ser visitados em Vrhnika e arredores